# Лепсинский район
Лепсинский район — административная единица в Алма-Атинской области Казакской АССР, существовавшая в 1930—1935 годах.

## История
Лепсинский район Казакской АССР был образован 17 декабря 1930 года из частей Алакульского, Андреевского, Барибаевского, Биень-Аксуйского и Саркандского районов бывшего Алма-Атинского округа.
20 февраля 1932 года Лепсинский район был отнесён к Алма-Атинской области.
К 1 ноября 1932 года Лепсинский район включал сельсоветы № 1, № 2, № 7, Андреевский, Антоновский, Берликчинский, Веселовский, Герасимовский, Джаланашский, Джиландинский, Каргалинский, Константиновский, Лепсинский, Надеждинский, Осиновский, Петропавловский, Покатиловский, Покровский, Саркандский, Соколовский, Терегельдинский, Тополевский, Тонкурусский, Ударник, Успенский и Черкасский.
В 1933 году с/с № 1 был переименован в Четырбаевский, с/с № 2 — в Караул-Тюбинский, с/с № 7 — в Есебекский.
В 1934 году были образованы поссоветы совхоза № 334 и совхоза № 355. Терегельдинский с/с был переименован в Октябрьский.
31 января 1935 года Лепсинский район был упразднён. При этом Андреевский, Герасимовский, Джиландинский, Константиновский, Лепсинский, Надеждинский, Октябрьский, Осиновский, Тонкурусский, Ударник, Успенский с/с и п/с при Лепсинском совхозе вошли в состав Андреевского района. Антоновский, Берликчинский, Веселовский, Джаланашский, Каргалинский, Караул-Тюбинский, Петропавловский, Покатиловский, Покровский, Саркандский, Соколовский, Тополевский, Черкасский и Четырбаевский с/с и п/с при Аман-Бухтерском совхозе — в состав Саркандского района. Есебекский с/с был передан в Аксуйский район.